# Parc Jules-Ferry
Le parc Jules-Ferry est un espace vert situé au centre-ville de Lorient, dans le Morbihan, en France.

## Historique

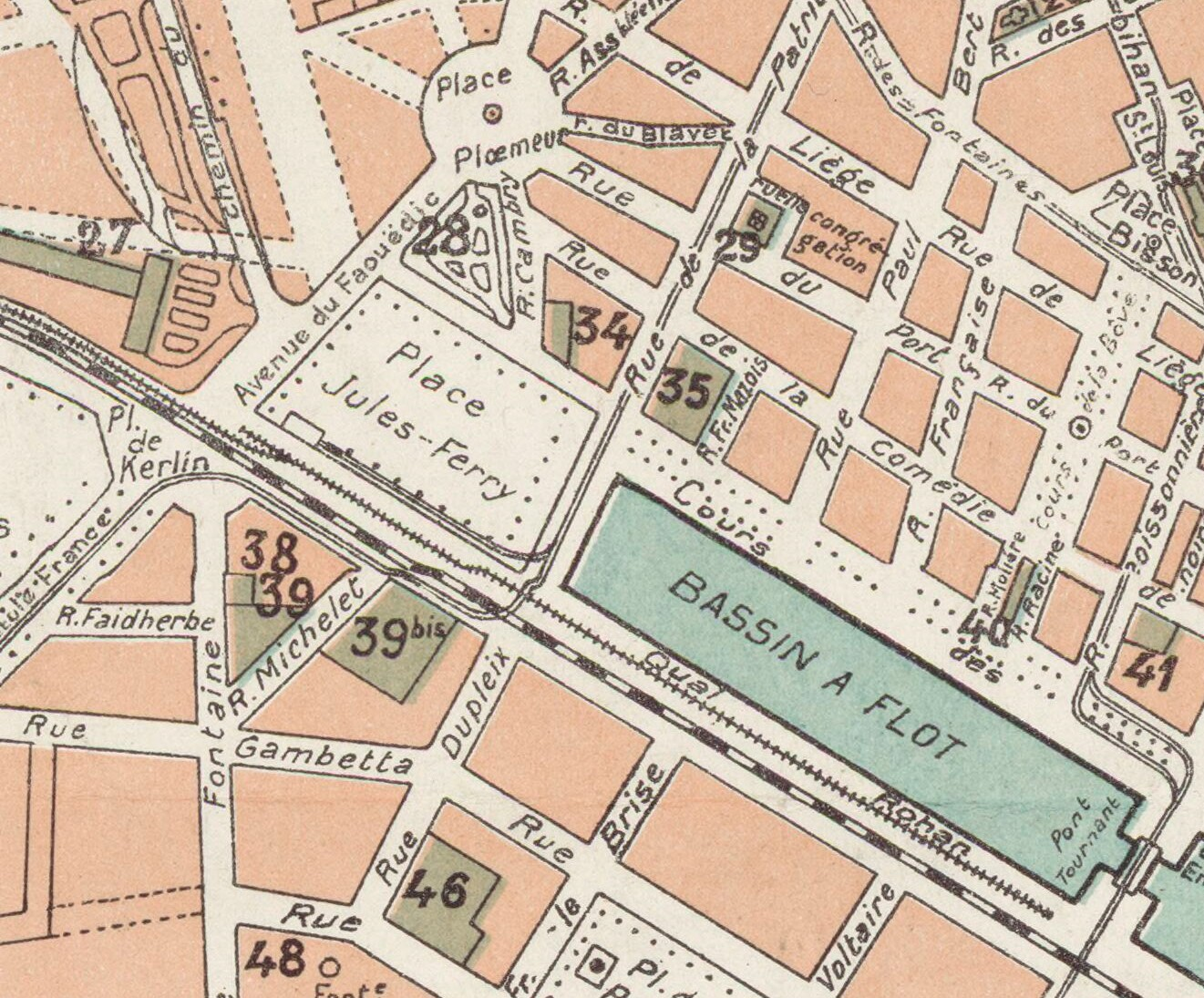
La place avant son agrandissement par le comblement partiel du bassin à flot.

L'espace occupé par le parc Jules-Ferry est à l'origine occupé par la rivière du Faouëdic. Les marées qui remontent dans la rade de Lorient entrainent un dépôt de vases important. L'essor du port de commerce de Lorient au milieu du XIXe siècle amène des travaux d'aménagement de cet espace. Un premier comblement du lit de la rivière est effectué en 1880, en même temps qu'un bassin à flot est aménagé pour permettre aux bateaux de tonnage important d'utiliser le port. La municipalité lorientaise nomme ce lieu « place Jules-Ferry » en 1905.
La Seconde Guerre mondiale a de lourdes répercussions pour la ville. Siège de la base sous-marine de Keroman, le centre-ville subit des bombardements importants et est détruit à 90 %. L'architecte Georges Tourry se voit confier dès 1943 la reconstruction de la ville, et envisage dès ses premiers travaux de combler une partie du bassin à flot pour faire de la place Jules-Ferry le centre d'une ville nouvelle. Après la Libération, de nombreux commerces détruits s'installent sur la place dans des baraques canadiennes, qui prend alors le surnom de « souk de Lorient ». Dans le contexte de reconstruction de la ville, le projet de comblement d'une partie du bassin à flots pour agrandir la place anime la vie politique lorientaise. La municipalité de Louis Glotin parvient faire voter ce projet de comblement en 1960, mais cette réalisation est très critiquée par les lorientais, et est mise en avant pour expliquer la défaite du maire lors des élections municipales suivantes.
Un grand hangar de 168 m de long, le « Palladium », est construit en 1962 sur la place, et accueille jusqu'à son démantèlement en 1969 des évènements économiques comme des biennales internationales des pêches, des foires-expositions, ou encore des salons spécialisés, tout en étant utilisé dans le même temps parle port pour y stocker des céréales. Un palais des congrès y est inauguré en 1968 à l'extrémité de la place, en bordure du bassin à flot ; celui-ci est construit dans le cadre du projet voté sous lamunicipalité de Louis Glotin.
Un parc arboré est aménagé sur la place, et est inauguré le 24 juin 1971. Il connait une rénovation importante au cours des années 2010. Dans le même temps l'idée d'un recreusement du bassin à flot est régulièrement évoqué par les politiques locaux.

## Événements
Il accueille de nos jours les grands évènements organisés au centre de Lorient, comme le festival interceltique.

## Sources